# Роберт Джексон
Роберт Г'юаут Джексон (англ. Robert Houghwout Jackson; 13 лютого 1892 року, Спрінг-Крік, Пенсильванія, США — 9 жовтня 1954 року, Вашингтон, США) — американський юрист, правознавець та політик, який обіймав посаду судді Верховного Суду США з 1941 року до своєї смерті у 1954 році. Раніше він працював Генеральним соліситором США та Генеральним прокурором США, і є єдиним, хто обіймав всі три ці посади. Джексон також був відомий своєю роботою головним прокурором США на Нюрнберзькому процесі над нацистськими військовими злочинцями після Другої світової війни.

## Життєпис
Роберт Джексон народився 13 лютого 1892 року в Спрінг-Крік Тауншип, Пенсильванія. Його батько, Вільям Елфред Джексон, був фермером. Роберт ріс на фермі батьків біля Фрюсбурга та Джеймстауна. В 1911 році Джексон закінчив старшу школу в Джеймстауні. Після закінчення школи він записався на курс з права у відомого місцевого адвоката Френка Мота.  Джексон закінчив дворічний курс з права в Школі права Олбані за один рік, а потім повернувся до Джеймстауна, щоб продовжити навчання із Френком Мотом. В 1913 році у віці 21 року Джексон склав адвокатський іспит і став членом Нью-йоркської асоціації юристів.
Крім того, в 21 рік Джексон захоплюється політичною діяльністю: його обирають до комітету Демократичної партії штату Нью-Йорк. В цей період він знайомиться з Рузвельтом. Рузвельт тоді працював в адміністрації президента Вільсона і був контактною особою для нью-йоркського комітету Демократичної партії в Вашингтоні. В 1913 та 1914 роках Джексон часто їздив до Вашингтону в партійних справах. Будучи губернатором штату Нью-Йорк, Рузвельт запропонував Джексону роботу в Комісії з питань державної служби, але Джексон відмовився.
Робота адвокатом дозволила Джексону придбати будинок в Джеймстауні, човен та ферму. В 1916 році він одружився із Ірен Еліс Ґерхардт. Джексон був радником з корпоративних питань для місцевої адміністрації в Джеймстауні, а також був радником та директором в місцевому банку, залізничній і телефонній компаніях, та інших підприємствах. Крім того, Джексон був президентом асоціації юристів в Джеймстауні, президентом федерації асоціацій юристів західного Нью-Йорку та головою національної конференції делегатів Американської асоціації юристів.
У президентській кампанії 1932 року, Джексон підтримував Рузвельта, подорожував по штату Нью-Йорк і агітував на його підтримку. Свою першу посаду в федеральному уряді отримав в 1934 році, — посаду Головного юриста в Податковій службі США. На цій посаді Джексон відзначився роботою над справою про ухилення від сплати податків відомого американського бізнесмена та політика Ендрю Меллона. Шріфтґіссер писав, що завдяки роботі Джексона, Меллону довелось сплатити в казну 750 000 доларів. Після цього Джексон перейшов до Міністерства юстиції, де спочатку працював помічником з податкових питань, а потім — з антимонопольних питань. В антимонопольному відділі Джексон, зокрема, займався справами проти нафтової компанії Socony-Vacuum Oil та алюмінієвої компанії Aluminum Company of America.
Джексон приймав активну участь в президентській кампанії 1936 року, підтримуючи Рузвельта та поділяючи його невдоволення Верховним судом, який своїми рішеннями заважав впровадженню політики Нового курсу. У 1937 році Джексон проінформував Рузвельта, що хоче звільнитись з державної служби та повернутись до приватної практики. Рузвельт не прийняв відставки Джексона, а натомість призначив його Генеральним соліситором в березні 1938 року. Крім того, Рузвельт запропонував Джексону стати кандидатом на пост губернатора Нью-Йорку, щоб в 1940 році він спробував себе як кандидат на президентських виборах. Однак, кандидатура Джексона не знайшла достатньої підтримки. Генеральним соліситором Джексон представляв уряд у 44 судових справах у Верховному суді та програв лише 6 справ.
У 1940 році Рузвельт призначив Джексона Генеральним прокурором США. Рузвельт проінформував Джексона, що збирався призначити його Головою Верховного Суду, коли діючий Голова вийде на пенсію.  В 1941 році Голова Верховного Суду, Чарльз Еванс Г'юз, вийшов на пенсію. Рузвельт консультувався із Г'юзом на предмет того, кого краще призначити Головою Верховного Суду. Г'юз зазначив, що Головою має стати хтось із суддів Верховного Суду. Г'юз віддавав перевагу Гарлану Ф. Стоуну. Рузвельт підвищив Стоуна до Голови Верховного Суду, а на його місце призначив Джексона влітку 1941 року.
Джексон розглядався багатьма як очевидний наступник Стоуна на посаді Голови Верховного суду. Це породжувало неоднозначне ставлення до нього Стоуна та інших суддів-колег. В 1945 році Джексон перервав свою роботу в Верховному суді, щоб, на прохання президента Трумена, стати Головним прокурором США на Нюрнберзькому процесі. В 1946 році, після завершення Нюрнберзького процесу Джексон повернувся до своїх суддівських обов'язків, які виконував до смерті.
Весною 1954 року Джексон переніс інфаркт, але вже в травні 1954 повернувся до виконання своїх обов'язків. Однак він не зміг пережити другий інфаркт і помер 9 жовтня 1954 року.

## Діяльність на посаді Генерального солісітора США
На посаді Генерального соліситора Джексон виступав представником уряду США в низці справ, що розглядались у Верховному суді США. Значна частина справ, якими займався Джексон, стосувались заходів, що впроваджувались в рамках Нового курсу, та оскаржувались в суді. Серед таких справ були справа про законність наказу Міністра сільського господарства, яким встановлювались максимальні ставки, які могли стягуватись рекламними агенціями на скотобазі в Канзас-Сіті, справа про конституційність закону, що запроваджував квоти на продаж сушеного тютюну, справа про конституційність закону про інспекцію тютюну, справа про законність наказу, що тимчасово встановлював ставки на електроенергію тощо. На деяких суддів Верховного суду Джексон справив враження своєю аргументацією та переконливістю. Суддя Луї Брендайс навіть сказав, що Джексон має бути довічним Генеральним соліситором. Сам Джексон описав свою роботу на посаді Генерального соліситора як «найбільш приємний період усього свого офіційного життя» і сказав, що ця посада надала йому «найбільшу професійну можливість і інтелектуальне задоволення серед всіх державних посад».

## Діяльність на посаді Генерального прокурора США
Під час відносно короткого перебування на посту Генерального прокурора Джексон відзначився тим, що надавав юридичну підтримку президентським ініціативам, пов'язаним із початком війни в Європі, а саме, складанню Прокламації про нейтралітет і президентських наказів, якими оголошувалася часткова надзвичайна ситуація. Крім того, Джексон підготував формальний юридичний висновок, який дозволяв Рузвельту укласти домовленість про есмінці в обмін на бази Великої Британії без схвалення Конгресу. Висновок Джексона критикували деякі представники академічних кіл, зокрема, за те, що в ньому ігнорується міжнародне право, а також деякі положення законів США. В приватній переписці Едвін Борчард, професор Єльської юридичної школи, називав висновок Джексона ганебним та таким, що нехтує останніми залишками поваги до права.
Серед інших кроків Джексона на посаді Генерального прокурора: встановлення єдиних правил для тих, проти кого порушені справи в порушенні антимонопольного законодавства, а також відмова від висування обвинувачень проти осіб, які набирали американських добровольців для боротьби проти сил Франсіско Франко в іспанській громадянській війні, порушуючи закон про нейтралітет США. Джексон вважав переслідування осіб, що набирали американських добровольців для війни в Іспанії, несправедливою та зайвою спробою покарати людей за їхні погляди щодо закордонного конфлікту, який вже завершився.

## Діяльність на посаді судді Верховного суду США

### Позиція Джексона в ключових судових рішеннях

#### Справа «Західно-Вірджинська рада з освіти проти Барнетта» (1943 р.)
В справі «Західно-Вірджинська рада з освіти проти Барнетта» (англ. West Virginia State Board of Education v. Barnette) головним правовим питанням було, чи не порушують штатні закони, які вимагають від учнів віддавати честь прапору США та давати клятву вірності прапору США, конституційне положення про свободу слова, закріплене в Першій поправці до Конституції США. Верховний суд США, більшістю у співвідношенні 6 до 3-х, постановив, що такі штатні закони порушують конституційне положення про свободу слова. Думку більшості, яка широко цитується в інших судових рішеннях, сформулював та виклав Роберт Джексон. Зокрема, Джексон написав: «У мірі того, як зростає державний тиск на досягнення єдності, все гострішими стають спори щодо того, про чию єдність йде мова. Мабуть, жодна інша провокація не могла б спричинити глибший розкол серед наших людей, ніж спричинило визнання того, що необхідно обирати між доктринами і програмами, за допомогою яких освітні урядовці будуть примушувати молодь до єднання. Даремність спроб нав'язувати єдність вбачається в кожній такій спробі, починаючи із зусиль Риму придушити християнство, як порушника язичницької єдності, Інквізиції, — як засобу досягнення релігійної та династичної єдності, заслання до Сибіру, — як засобу досягнення російської єдності, і закінчуючи невдалими зусиллями наших нинішніх тоталітарних ворогів. Ті, хто починають примусовим шляхом викорінювати незгоду, скоро стануть тими, хто винищує інакомислячих. Примушуванням до однаковості думок можна досягти лише єдності цвинтаря.» Джексон далі продовжив, що Перша поправка Конституції не дозволяє такого тиску, оскільки за американською концепцією держави суспільна думка контролює владу, а не влада контролює суспільну думку.

#### Справа «Коремацу проти США» (1944 р.)

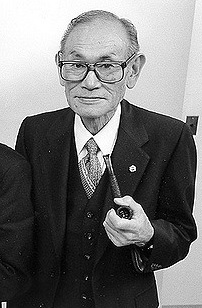
Фред Коремацу — позивач у справі «Коремацу проти США».

В справі «Коремацу проти США» (англ. Korematsu v. United States) розглядалось питання законності військового наказу, відповідно до якого із західного узбережжя США були депортовані всі особи японського походження та переміщенні до таборів для інтернованих. Коремацу відмовився залишати визначену в наказі територію та був засуджений. Верховний суд США постановив, що наказ був законним. Джексон був одним із суддів, хто не погодився із рішенням, та написав свою відмінну думку. Зокрема, Джексон вказав на те, що єдиний «злочин» Коремацу полягав у тому, що він залишався в місці, де він жив, і, що така поведінка була прирівняна до злочину військовим наказом, а не законом Конгресу.  Він також звернув увагу на те, що причиною того, що Коремацу був притягнутий до відповідальності було його походження. Джексон відкидає ідею законності військового наказу, на підставі якого було засуджено Коремацу: « …[військовий] командир, тимчасово зосереджуючи життя суспільства на обороні, виконує військову програму; він не створює закон у тому розумінні, в якому це термін відомий судам. Він видає накази, і вони можуть мати певну владу як військові команди, хоча вони можуть бути дуже поганими з точки зору конституційного права.» Далі Джексон стверджував, що тлумачити конституційне положення про належну правову процедуру таким чином, що виходить, що військовий наказ є законним, означає завдати удару по свободі. Джексон застеріг: якщо військовий командир просто порушить конституційні межі, це буде випадком, але, якщо суд схвалить таку поведінку, — це стане конституційною доктриною.

#### Справа «Кунц проти Нью-Йорка» (1951 р.)
В справі «Кунц проти Нью-Йорка» (англ. Kunz v. New York) вирішувалось питання конституційності постанови міста Нью-Йорк, згідно з якою було заборонено проводити публічні релігійні зібрання на вулицях без попереднього отримання дозволу від комісара поліції міста. На Кунца, священника та проповідника, який в своїх проповідях часто нападав на католиків та євреїв, був оштрафований за порушення цієї міської постанови. Кунц оскаржив конституційність нью-йоркської постанови. Верховний суд США вирішив, що постанова була неконституційною, оскільки порушувала Першу поправку Конституції, а саме, положення про свободу слова. Джексон не погодився із таким рішенням та сформулював свою окрему думку. У відмінній думці Джексон вказав на те, що Конституція США не захищає мову ворожнечі, а також не забороняє Нью-Йорку контролювати свої вулиці за допомогою дозвільної системи. Баррі вважає, що на таку думку Джексона вплинув його нюрнберзький досвід.

#### Справа «Денніс проти США» (1951 р.)

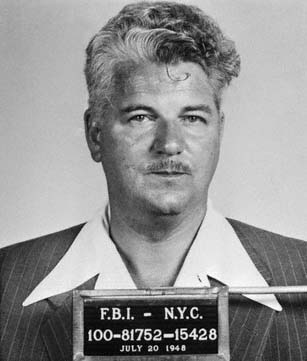
Юджин Денніс, Генеральний секретар Національного комітету Комуністичної партії США, один із засуджених в справі «Денніс проти США», 1948 рік

В справі «Денніс проти США» (англ. Dennis v. United States) суд розглядав конституційність Закону Сміта, на підставі якого засудили кількох лідерів Комуністичної партії США. Відповідно до Закону Сміта розповсюдження матеріалів, що пропагували зміну уряду насильницьким шляхом, було злочином. Згідно з раніше сформульованою доктриною, такі дії вважались злочином, тільки якщо вони являли собою «чітку та нагальну загрозу». Верховний суд США постановив, що релевантні положення Закону Сміта не суперечили Конституції США, оскільки вона дає Конгресу повноваження захищати уряд США від збройного повстання. Крім того, суд дійшов висновку, що дії засуджених (змова організувати Комуністичну партію, пропагувати та навчати зміну уряду насильницьким шляхом) становили чітку та нагальну загрозу спроби повалення уряду США насильницьким шляхом. Джексон погодився із рішенням суду, але написав свою окрему думку. Відповідно до його думки, суду не слід було застосовувати доктрину чіткої та нагальної загрози, оскільки це означатиме, що змова комуністів не є злочином допоки вона лише зароджується, і наявні лише початкові етапи організації, і, при цьому, уряд може протидіяти тільки після цього, як неминуча загроза стає очевидною, коли буде занадто пізно. На думку Джексона, замість доктрини чіткої та нагальної загрози в цьому випадку слід було б застосувати принцип, відповідно до якого Конституція не захищає змову порушити закон. Джексон очевидно був налаштований проти комунізму і охарактеризував комуністів наступним чином: «Насправді комуністична партія є державою в державі, авторитарною диктатурою в республіці. Вона вимагає цих свобод, не для своїх членів, а для партії, як організації. Водночас вона відмовляє своїм власним членам у свободі не погоджуватися, обговорювати, відхилятись від партійної лінії, і здійснює своє авторитарне правління шляхом жорстких чисток, або навіть більш лютим шляхом.»

#### Справа «Youngstown Sheet & Tube Co. проти Сойєра» (1952 р.)
В справі «Youngstown Sheet & Tube Co. проти Сойєра» (англ. Youngstown Sheet & Tube Co. v. Sawyer) розглядалась конституційність президентського наказу, згідно з яким Міністерство торгівлі мало оволодіти більшою частиною сталевих заводів країни. Верховний суд постановив, що наказ був неконституційним, оскільки, по суті являв собою закон, а законодавча влада належить Конгресу. Суд зазначив, що повноваження президента видавати наказ щодо оволодіння власністю має передбачатись або Актом Конгресу або Конституцією. Джексон погодився з рішенням суду, але написав свою окрему думку, в якій надав розгорнуті міркування щодо президентських повноважень. На його думку, президент діє в рамках закону, коли він діє на підставі явно або презюмовано наданих Конгресом повноважень. Коли Конгрес ані надає, ані заперечує президентські повноваження — складається ситуація «сірої зони», в рамках якої в президента та Конгресу можуть бути спільні повноваження, або розподіл повноважень є нечітким. В такому випадку, зазначає Джексон, інерція, байдужість, спокійне спостерігання з боку Конгресу можуть призвести до незалежної дії президента. Тоді тест на конституційність дій президента, за Джексоном, залежитиме від нагальності подій та сучасних невідомих. Коли президентські заходи несумісні із явною або презюмованою волею Конгресу, його повноваження — на найнижчому рівні, і суд не може постановити законність таких заходів не ігноруючи Конгрес. Джексон підсумовує, що президентський наказ про оволодіння сталевими заводами підпадає під третю категорію, а отже є неконституційним. Доктрина, викладена Джексоном в цій справі, впливатиме на майбутні рішення Верховного суду щодо президентських повноважень та відносин між Конгресом та інститутом президентства.

### Конфлікт із суддею Блеком
На думку Гатчінсона, конфлікту між Джексоном та суддею Г'юґо Блеком сприяли амбіції обох стати Головою Верховного суду США, а також практика критикувати суддів в популярних виданнях та юридичних журналах, і надання суддями певним журналістам, на умовах анонімності, інформації, а також власних міркувань про інших суддів Верховного суду. Гатчінсон пише, що в суддів були свої довірені журналісти.

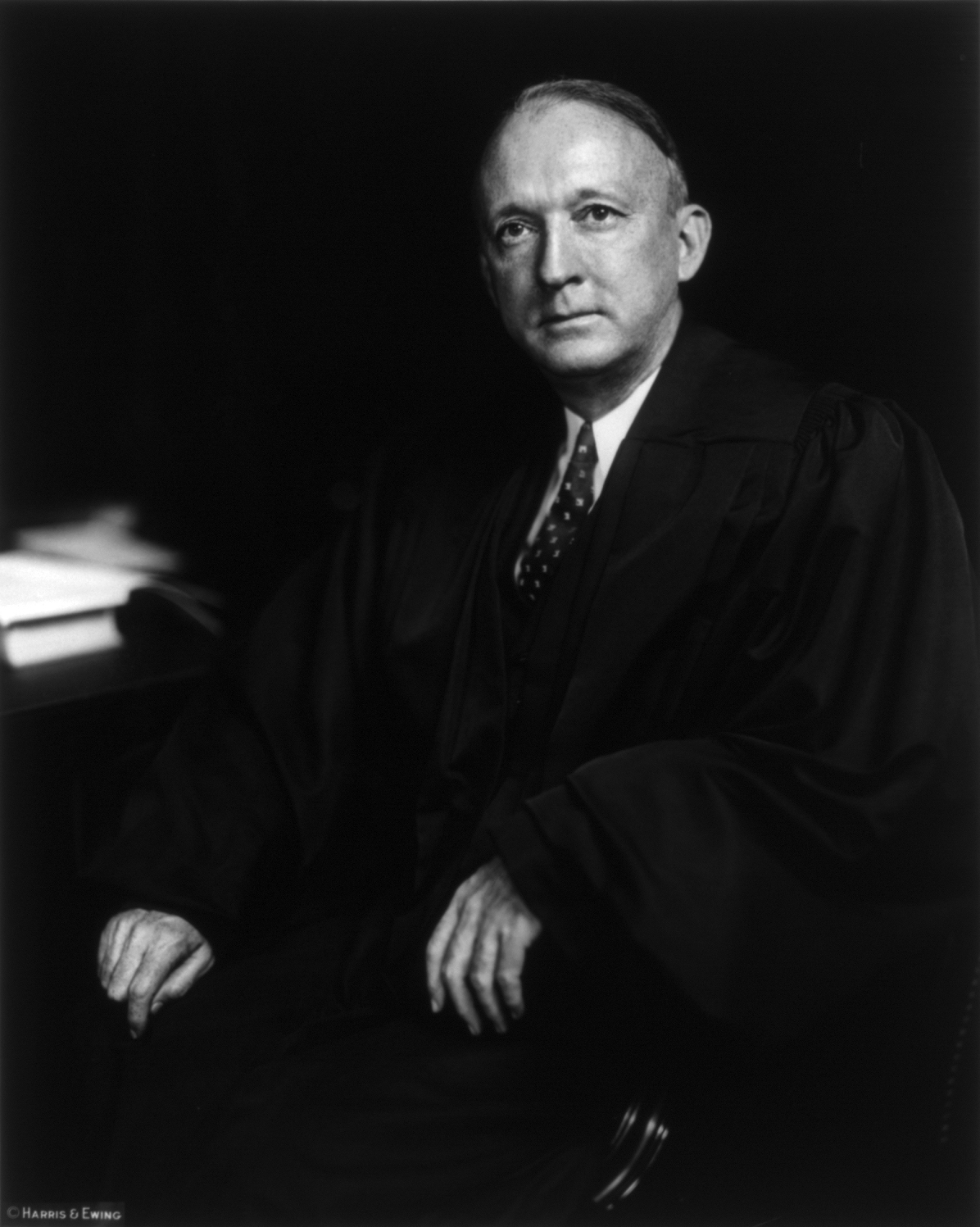
Суддя Г'юґо Блек

Джерелом конфлікту стала справа «Jewell Ridge Coal Corp. проти Об'єднаної асоціації шахтарів Америки» (англ. Jewell Ridge Coal Corp. v. United Mine Workers of America). Вугільна компанія Jewell Ridge Coal Corporation програла справу та подала клопотання про перегляд справи на тій підставі, що інтереси шахтарів у справі представляв Кремптон Гарріс, колишній партнер Блека по юридичній практиці, а отже Блек мав усунутись від розгляду справи, щоб запобігти конфлікту інтересів. Блек, як пише Гатчінсон, хотів щоб клопотання було відхилено шляхом простого per curiam, тобто рішення, в якому не уточнюється позиція кожного судді. Джексон погодився із відхиленням клопотання, однак написав свою окрему думку. Це, як пише, Гатчінсон, обурило Блека.
В квітні 1946 року, коли Джексон був у Нюрнберзі, де виступав Генеральним прокурором від США в суді над нацистами, помер Стоун  — Голова Верховного суду, а отже постало питання призначення на пост Голови Верховного суду. 24 квітня 1946 виходить колонка журналіста Дрю Пірсона, в якій висловлюється думка, що, якщо Джексон стане Головою Верховного суду, то принаймні двоє суддів звільняться. В травні 1946 вийшла колонка Доріс Флісон, в якій розповідалось, що до відома президента Трумена довели суперечку між Джексоном та Блеком в справі «Jewell Ridge Coal Corp. проти Об'єднаної асоціації шахтарів Америки». Також в травні 1946 Френк Ши з Міністерства юстиції США, що був в команді Джексона під час переговорів щодо укладання Нюрнберзької Хартії, повідомив Джексона, що нібито Блек застеріг Трумена, що якщо Джексон буде призначений Головою Верховного суду, то підійметься ґвалт. Вже після того, як Трумен призначив Головою Верховного суду Фреда М. Вінсона, Джексон направляє телеграму Трумену, щоб пояснити свою позицію щодо судді Блека в справі «Jewell Ridge Coal Corp. проти Об'єднаної асоціації шахтарів Америки». Трумен у відповідь запевняє, що ніхто не доповідав йому про Джексона і Блека, однак, Джексон, як пише Гатчінсон, в це не повірив.
В телеграмі від 10 червня 1946 року, адресованій юридичним комітетам Конгресу, Джексон звинуватив суддю Блека в неетичній поведінці та конфлікті інтересів. Цей скандал широко освітлювався в газетах, в деяких статтях критикувались обидва судді. Були чутки про те, що справу буде розслідувати Конгрес, але все лишилось на рівні чуток. Блек ніяк не коментував обвинувачення Джексона. В липні 1946 Джексон повернувся працювати до Верховного суду. Ніхто не коментував телеграму, всі поводились так, ніби її не було. Як пише Гатчінсон, за спогадами Джексона, Блек ніколи не обговорював з ним ту телеграму і взагалі поводився з Джексоном чемно та з повагою.

## Участь в Нюрнберзькому процесі

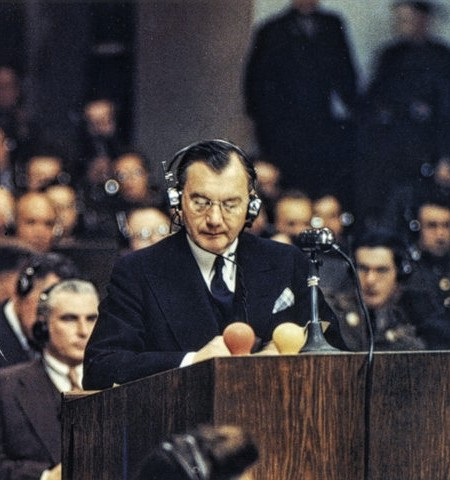
Роберт Г. Джексон, головний обвинувач США на Нюрнберзькому процесі, Німеччина, 1945—1946 рр.

Однією з головних правових проблем Нюрнберзького процесу був принцип: не може бути злочину та покарання за нього інакше ніж на підставі вже існуючого закону (nullum crimen, nulla poena sine praevia lege poenali). Критики Нюрнберзького процесу зазначали, що на той час не існувало міжнародно-правових норм, на підставі яких можна було б здійснити судовий розгляд діянь нацистів. Тоді постало питання політичної розправи. Джексон палко застерігав проти політичної розправи та вважав необхідним судовий розгляд. На його погляд, політичне вирішення питання із злодіяннями порушило б ще один важливий правовий принцип: не може бути покарання без надання доказів злочину, а такі докази можна надати в процесі судового розгляду.
Джексон писав Трумену: фокус «полягає в тому, щоб визначити невинуватість чи провину обвинувачених після такого неупередженого слухання, наскільки дозволять часи та жахи, з якими ми маємо справу, і на підставі таких доказів, які зроблять наші мотиви та причини зрозумілими». В Нюрнберзі Джексон взявся за переговори з урядами США, Франції, Великобританії та Радянського Союзу для визначення процесуальних прав обвинувачених нацистів. Після чотирьох місяців переговорів Союзники виробили два документи, спільно відомі як Нюрнберзька Хартія (або Лондонська Хартія). Перший документ встановлював Міжнародний військовий трибунал, а другий — визначав склад, юрисдикцію та функції трибуналу. Другий документ давав обвинуваченим право на: (1) попереднє слухання; (2) на адвоката або альтернативне представництво; (3) надання доказів; (5) перехресний допит будь-яких свідків обвинувачення; (6) отримання копії обвинувального акту з детальним викладом обвинувачень. Згадуючи переговори щодо цих документів, Джексон зазначив: «Незважаючи на недосконалість Лондонської хартії, я вважаю, що вона є дуже важливим внеском у міжнародне право».
Серед інших завдань Джексона на Нюрнберзькому процесі були: зібрання команди юристів для обвинувачення від США, нагляд за узагальненням та систематизацією наявної інформації про переслідування євреїв, та вибудовування справи проти обвинувачуваних нацистів. Джексон ухвалив рішення, що справа буде переважно ґрунтуватися на захоплених німецьких документах, а не на пам'яті та свідченнях, що залежать від чесності свідків, а також отриманих у рамках співпраці зі свідками.  Документальний підхід зробив процес довшим і нуднішим, що дещо дратувало пресу та викликало критику.
На слуханнях Джексон вів перехресні допити обвинувачених Ґерінга, Ялмара Шахта, Альберта Шпеера, а також свідків від захисту — генерала Карла Боденшаца, генерала-фельдмаршала Ергарда Мільха, колишнього полковника повітряних сил Бернда фон Браухіча, колишнього статс-секретаря уряду Пруссії Пауля Кернера, та колишнього дипломата та розвідника Ганса Бернда Ґізевіуса. Крім того, поза слуханнями Джексон допитував багатьох нацистів, затриманих Союзниками.
Участь Джексона у Нюрнберзькому процесі поглибила конфлікти в середині Верховного суду. Із Головою Верховного суду Стоуном не консультувались щодо призначення Джексона. Стоун вважав Нюрнберзький процес нелегітимним судом, в якому переможці судять переможених. Він відмовився привести до присяги американських представників в суддівській колегії. Приватно Стоун зізнавався: «Джексон поїхав, виконує свою лінчувальну роль у Нюрнберзі. Мені байдуже, що він робить з нацистами, але мені не подобається спостерігати, як він прикидається ніби здійснює судовий розгляд і виконує процедури відповідно до принципів загального права. Таке лицемірне шахрайство не відповідає моїм старомодним поглядам.» З позицією Стоуна також погоджувався суддя Вільям Дуґлас. Ближче до смерті Джексон визнав, що Стоун був правий, обурюючись його тривалій відсутності в Верховному суді, але він ніколи не жалкував, що працював в Нюрнберзі: «Я був абсолютно готовий остаточно залишити Суд, якщо такою була ціна. В ті дні він не був дуже приємним місцем перебування» — казав Джексон.

## Номінації та нагороди
Нагороджений Медаллю «За Заслуги» президентом Гаррі Труменом 7 лютого 1947 року.
В 1951 році був номінований на Нобелівську премію миру.

## Особисте життя
- Дружина — Ірен Еліс Ґерхардт.
- Діти:
- Син — Вільям Елдред (народився в 1919 р.), був помічником Джексона на Нюрнберзькому процесі.[28]
- Дочка — Мері Маргарет (народилась в 1921 р.).[31]

## Вшанування пам'яті
У 2001 році був заснований Центр Роберта Джексона (англ. The Robert H. Jackson Center) в Джеймстауні з метою вшанування і розвитку спадщини Джексона.  

## Праці Джексона
Роберт Джексон — автор численних статей та кількох книжок.

### Вибрані книги
- «Боротьба за судове верховенство» (англ. Struggle for Judicial Supremacy; 1941)
- «Справа проти нацистських військових злочинців» (англ. The Case Against the Nazi War Criminals; 1946)
- «Нюрнберзька справа з позиції Роберта Г. Джексона» (англ. The Nurnberg Case, as Presented by Robert H. Jackson; 1947)

### Вибрані статті
- «Юридична кар'єра Головного судді Г'юза» (англ. The Judicial Career of Chief Justice Hughes; 1941) — в журналі American Bar Association Journal
- «Право стосовно судових рішень та Stare Decisis» (англ. Decisional Law and Stare Decisis; 1944) — в журналі American Bar Association Journal
- «Звіт судді Джексона Президенту Трумену щодо правових підстав для процесу над військовими злочинцями» (англ. Justice Jackson's Report to President Truman on the Legal Basis for Trial of War Criminals; 1945) — в журналі Temple Law Quarterly
- «Верховенство право між націями» (англ. The rule of law among nations; 1945) — в журналі American Bar Association Journal
- «Повна віра та довіра: конституційне положення про юриста» (англ. Full Faith and Credit: The Lawyer’s Clause of the Constitution; 1945) — в журналі Columbia Law Review
- «Остаточний звіт судді Джексона Президенту стосовно Нюрнберзької справи про військові злочини» (англ. Justice Jackson's Final Report to the President Concerning the Nurnberg War Crimes Trial ; 1946) — в журналі Temple Law Quarterly
- «Зміст законів: що каже Конгрес або що каже Суд» (англ. The Meaning of Statutes: What Congress Says or What the Court Says; 1948) — в журналі American Bar Association Journal
- «Нюрнберг у ретроспективі: Правова відповідь на міжнародне беззаконня» (англ. Nuremberg in retrospect: Legal answer to international lawlessness; 1948) — в журналі American Bar Association Journal
- «Переконання Верховного суду: Рекомендації для ефективного представлення справи» (англ. Advocacy before the Supreme Court: Suggestions for effective case presentations; 1951) — в журналі  American Bar Association Journal
- «Безпека у воєнний час та свобода відповідно до права» (англ. Wartime Security and Liberty Under Law; 1951) — в журналі Buffalo Law Review
- «Правова думка Президента» (англ. A Presidential Legal Opinion; 1952) — в журналі Harvad Law Review
- «Завдання збереження наших свобод: роль судової влади» (англ. The task of maintaining our liberties: The role of the judiciary; 1953) — в журналі  American Bar Association Journal

## В популярній культурі
Джексона грали наступні актори в кіно та серіалах:
- Анджей Лапіцький, у польському телесеріалі 1970 року «Епілог Нюрнберга» (пол. Epilog norymberski) режисера Єжи Антчака[33]
- Гендерсон Форсайт, у мінісеріалі 1991 року «Окремі, але рівні» (англ. Separate But Equal)[34]
- Чарльз Маклогорн, у телефільмі каналу PBS «Проста справедливість» (англ. Simple Justice) 1993 року[35]
- Алек Болдвін, у канадсько-американському телесеріалі 2000 року «Нюрнберг» (англ. Nuremberg)[36]
- Едмунд Ден, у німецькому мінісеріалі 2005 року «Шпеер і Ер» (нім. Speer und Er)[37]
- Колін Стінтон, у британській докудрамі 2006 року «Нюрнберг: Нацисти на суді» (англ. Nuremberg: Nazis on Trial)[38]
- Жорж Девдаріані, у російському фільмі 2023 року «Нюрнберг» режисера Миколи Лебедєва[39]